# Wildetaube
Wildetaube ist ein Ortsteil der Gemeinde Langenwetzendorf im thüringischen Landkreis Greiz an der Bundesstraße 92 (Gera–Greiz).

## Lage
Die Bundesstraße 92 tangiert den auf einem höheren Geländeplateau liegenden Ort von Weida kommend nach Greiz führend.

## Geschichte
Erst 1751 wird das Dorf Wildetaube in einer Urkunde erstmals erwähnt. Es entstand auf dem Grund und Boden eines Lunziger Rittergutes. Seinen Namen soll es der Legende nach von dem ersten Vogel, der sich auf einer Schankwirtschaft niedergelassen hatte, erhalten haben. Belegt ist hingegen für 1751 ein Gasthof, der den Namen „Wilde Taube“ trug.
Wildetaube ist seit 1991 Mitglied der Verwaltungsgemeinschaft Leubatal, die am 31. Dezember 2013 aufgelöst wurde. Wildetaube wurde gleichzeitig nach Langenwetzendorf eingemeindet. Seine zwei Ortsteile Altgernsdorf und Wittchendorf wurden ebenfalls eigenständige Ortsteile von Langenwetzendorf.

### Einwohnerentwicklung
Entwicklung der Einwohnerzahl (31. Dezember):
| - 1994 – 789 - 1995 – 794 - 1996 – 765 - 1997 – 759 - 1998 – 752 | - 1999 – 729 - 2000 – 734 - 2001 – 734 - 2002 – 735 - 2003 – 734 | - 2004 – 724 - 2005 – 718 - 2006 – 700 - 2007 – 699 - 2008 – 700 | - 2009 – 685 - 2010 – 682 - 2011 – 676 - 2012 – 669 - 2018 – 481 |

 Datenquelle: Thüringer Landesamt für Statistik

## Politik
Ortsteilbürgermeister ist Thomas Löffler.